# 113 Herculis
Désignations
113 Herculis (en abrégé 113 Her) est une étoile binaire de la constellation boréale d'Hercule. Sa magnitude apparente est de 4,59. D'après la mesure de sa parallaxe annuelle par le satellite Gaia, le système est situé à environ ∼ 432 a.l. (∼ 132 pc) de la Terre. Il se rapproche du Système solaire à une vitesse radiale de −24 km/s.
113 Herculis est une binaire spectroscopique à raies doubles avec une période orbitale de 245,33 jours et avec une excentricité de 0,10. Le système est estimé être âgé de 391 millions d'années. Il contient une étoile primaire évoluée, désignée 113 Herculis Aa, et généralement classée comme une géante jaune de type G. C'est une étoile du red clump, ce qui signifie qu'elle génère son énergie par la fusion de l'hélium dans son noyau. Elle est estimée être 3,15 fois plus massive que le Soleil et son rayon est près de 24 fois plus grand que le rayon solaire. Sa température de surface est de 4 775 K. La composante secondaire, 113 Herculis Ab, est une étoile blanche de la séquence principale de type A0 à A8. Elle est 2,18 fois plus massive que le Soleil et son rayon est 2,1 fois plus grand que le rayon solaire. Sa température de surface est de 9 183 K.
Les catalogues d'étoiles doubles et multiples recensent deux compagnons visuels de magnitude 11,1 à proximité de 113 Herculis. Désignés B et C, ils étaient situés à respectivement 34,4 et 36,9 secondes d'arc de 113 Herculis A en 2001. Eggleton & Tokovinine (2008) ont proposé que ces deux étoiles sont physiquement liées au système
, mais la mesure de leurs parallaxes annuelles par le satellite Gaia montrent qu'elles sont beaucoup plus lointaines, soit à des distances d'environ 590 pc (∼1 920 al) (pour B) et d'environ 4 kpc (∼13 000 al) (pour C).